# لهجة بيضاء
اللهجة البيضاء أو اللغة البيضاء هي طريقة في الكلام تكون فيها اللغة الأم هي الأساس، كأن تكون العربية ممزوجة بطريقة محلية في الكلام، وغالبًا ما تكون عبارة عن خليط من لهجات مختلفة مع وجود كلمات أجنبية وعبارات يستحدثها الشباب؛ لأن الحاجة إليها أصبحت ماسة عند الناطقين بها بسبب عوامل التفاعل والانفتاح والتواصل العريض.
فهي مزيج بين اللغة العربية الفصحى وبين اللهجة المحلية، ولا يمكن أن تصنفها تحت بلد معين وإنما هي خليط وهي واضحة إلى حد ما بحيث يسهل على مختلف الجنسيات العربية فهمها والتحدث بها.

فإذا قدمت الدعوة لثلاثة أشخاص، من جمهورية مصر العربية ومن المملكة العربية السعودية ومن الجمهورية التونسية، سيكون عليهم التحدث بكلمات ومصطلحات مشتركة لفهم بعضهم البعض.
أما اللهجة فهي طريقة خاصة ومحلية في الكلام، والتواصل لا يكون إلا بأبناء مجموعة ضيقة، لذلك نجد مثلًا أبناء لغة أم كالعربية يستحدثون اللهجة البيضاء ليوسعوا شبكة التواصل مع متكلمين عرب من غير لهجتهم. وقد سميت بهذا الاسم لأنها لا تحمل هوية معينة، بل تكون لهجة عامة وملكًا لجماعة عريضة من المتكلمين.
عندما بدأ الإنسان الانتشار في أنحاء العالم، والانقسام إلى جماعات منعزلة، بدأت هذه الجماعات تتخذ لهجات مختلفة.
فهي لغة عربية في الأساس ولكنها خليط من عدة لهجات مع بعض المصطلحات الإنجليزية وبعض التعابير الشبابية الحديثة واللزمات الكلامية. يُعتقد أن الحاجة إليها جاءت أو ازدادت مع هذا الانفتاح الهائل الذي وفرته وسائل الاتصال الحديثة، أدرك الناس صعوبة فهم اللهجات المحلية وبالتالي صعوبة التواصل فعمدوا إلى اختراع هذه اللهجة البيضاء، ومن اسمها يأتينا الإيحاء إنها بيضاء لا تحمل هوية معينة وهي ملك للجميع.
قد تختلف اللهجة البيضاء اختلاف كبير عن اللغة العربية، فالعربي يستخدم نفس المفردات التي تتواجد في اللغة العربية ولكن تختلف في مخارج الحروف فقط، وكيفية طريقة نطقها، فهناك بعض الحروف العربية لأشخاص غير متحدثين بها تكون صعبة عليهم، مثلما يصعب علينا نطق بعض حروف اللغات الأخرى.

## تاريخ
من خلال القراءة السابقة للأدب العربي لنجيب محفوظ وغيره من عمالقة النثر العربي الحديث وثلّة الشعراء النجوم مثل شوقي وغيره الذين كانت كتاباتهم الثريّة بمضمونها وشكلها مع بداية التحرر من المحسنات اللفظية كالسجع والطباق والجناس يوم ولدت اللغة الثالثة -كما يحلو للباحثين تسميتها- واستحدثت من خلال الأجيال سماحة الأسلوب وطريقة توصيل الفكرة.
وقد منحت المسرح والشعر والرواية وبقية الفنون القولية مساحات عريضة للتعبير الأمثل والأيسر والاقدر لما يريد الأديب ان يقوله فكانت بحقّ نتاجا تفاعليا مع بداية النهضة في عالمنا العربي ولاسيما في مصر التي تمتلك قدرات تعبيرية خارجة عن نطاق الصناعة اللفظية والمحسنات البديعية التي كانت ترافق الكتابة قبل عصر النهضة فاللغة البيضاء وليدة معاناة طويلة وابتكار لغة يألفها الإنسان البسيط.
بعدها انتشرت وسائل التواصل وزاد الاهتمام بالهوية التجارية، وأصبحت الشركات والمؤسسات والهيئات الحكومية تبحث عن لغة مشتركة مع عملائها، تتفاعل معهم بها، سواء كانت فصحى أم عامية أم بيضاء، والأخيرة مصطلح حديث نسبياً، في السعودية ابتدعه صناع الإعلانات الموجهة للمستهلك السعودي من غير السعوديين، تحاكي عامية وطنية يفهمها كل السعوديين، وهي مطعمة بالفصحى، فيسهل على العربي غير السعودي، فهمها، ثم تبنى السعوديون هذا المفهوم لاحقًا.

## دراسات وإحصائيات
وقد كشفت باحثة في مجال الإعلان والتسويق وسلوك المستهلك، أن 85% من المستهلكين السعوديين يفضلون اللهجة السعودية البيضاء غير المناطقية مقارنة باستخدام اللغة الفصحى أو لهجة معينة، وذلك بالنسبة للمحتوى الإعلاني في موقع التواصل الاجتماعي تويتر.
وأضافت الدكتورة الدريس من خلال دراسة أعدتها حول المواصفات المطلوبة في المحتوى الإعلاني في توبتر، أن هناك 5 مواصفات يهتم بها المستهلك السعودي للحكم على الإعلان بأنه جيد، وهي:
- أن يكون واضحًا ومحددًا وقصيرًا.
- أن يكون مدعومًا بصورة توضح تفاصيل الإعلان.
- في حالة وجود ممثل في الصورة، يفضِّل المشاركون أن يكون سعوديا.
- ضرورة استخدام لهجة بيضاء في الإعلان يفهمها كل السعوديين بجميع المناطق.
- أن يكون كاتبو المحتوى الإعلاني سعوديين.

كما أوصت الدراسة بتجنُّب اللهجة المناطقية، إلا إذا كان الإعلان موجَّهًا لنفس المنطقة، إضافة لعدم استخدام المصطلحات الشبابية إلا في حدود ضيقة.